# Серчейю
Серчейю — река в России, протекает в Ненецком автономном округе и Республике Коми. Устье реки находится в 175 км по правому берегу реки Лая. Длина реки составляет 133 км. Вытекает из оз. Серчеево (Серчей-Ты).

## Притоки
- 6 км: Миш-Вань-Шор (пр)
- 12 км: Коральшор (пр)
- 16 км: Тибейвиска (пр)
- 22 км: Командир-Шор (лв)
- 54 км: Малая Ваня-Ю (лв)
- 67 км: река без названия (лв)
- 67 км: Большая Ваня-Ю (лв)
- 77 км: река без названия (пр)
- 85 км: Нийхабаръю (лв)
- 109 км: река без названия (лв)
- 117 км: Пяндекуяшор (лв)

## Данные водного реестра
По данным государственного водного реестра России относится к Двинско-Печорскому бассейновому округу, водохозяйственный участок реки — Печора от впадения реки Уса до водомерного поста Усть-Цильма, речной подбассейн реки — Печора ниже впадения Усы. Речной бассейн реки — Печора.
Код объекта в государственном водном реестре — 03050300112103000073560.